# チーズプロフェッショナル協会
特定非営利活動法人チーズプロフェッショナル協会（チーズプロフェッショナルきょうかい）は、カルシウム摂取に理想的な食品であるチーズの積極的な摂取を普及啓蒙し、併せてチーズを普及啓蒙できる「チーズプロフェッショナル」を養成して一定の能力者に資格を認定し、豊かでバランスのとれた食生活と正しい栄養知識を普及して各種栄養障害の撲滅と国民福祉の向上に寄与することを目的とする、非営利団体である。「Cheese Professional Association」を略し「C.P.A.」と表記する。

## 概要
2000年の春、チーズが好きでそれぞれの現場でチーズの普及に関っている人々が集まり、チーズのプロを育てようと「チーズプロフェッショナル協会」を設立。現在は、日本の食卓、そして日本人の様々な生活シーンにチーズを定着させるための活動を行っている。

## 資格試験・検定
上級者向けの「チーズプロフェッショナル資格認定試験」と、一般向けの「チーズ検定」の2種類がある。
- チーズプロフェッショナル資格認定試験 - チーズの基礎的な知識と取扱いに関する習熟度を測り、チーズの伝え手となる「チーズプロフェッショナル」の呼称資格を認定する試験。
- チーズ検定 - チーズの知識を認定する一般向けの検定試験。「コムラード・オブ・チーズ[4]」の称号が与えられる。

## 主な活動
- Japan Cheese Award - 世界各国のチーズの品質評価法をベースに、日本ならではの評価方法を築き、審査員を育成。2014年から隔年で国産ナチュラルチーズの品質評価を行うコンクール「Japan Cheese Award[5]」を開催。
- Cheese Fun! - Japan Cheese Awards 2020をはじめ、国産ナチュラルチーズを応援する取り組みとして「Cheese Fun![6]」を開設。

## 著作物
- チーズの教本 - チーズを学ぶ上で大切な知識を4つ（識る、巡る、広める、愉しむ）のテーマに分類。各国の主要なチーズを紹介し、チーズの製法上の分類を深く理解するための教本。チーズプロフェッショナル資格認定試験の出題範囲にも対応[7]。
- チーズを科学する - 人々が追い求めてきたチーズのおいしさを各分野のトップランナーが科学的な目線から解説。ミルクからチーズに至る工程から包装技術、チーズの栄養健康機能までを網羅。チーズ製造を学ぶ技術者から流通サービスなど、チーズに携わるすべての人へ送る、チーズサイエンスの決定版[8]。

## 基本事項
- 協会名：特定非営利活動法人チーズプロフェッショナル協会
- 事務所所在地：東京都千代田区内神田1-18-1イワカタビル3F

## 歴史
- 2000年 NPO法人として設立
- 2000年 チーズプロフェッショナル認定試験を開始
- 2009年 チーズ検定を開始
- 2014年 Japan Cheese Award（隔年開催）を開始
- 2020年 国産ナチュラルチーズの特設サイト「Cheese Fun!」を開設